# Parleza Mała
Parleza Mała (niem. Klein Parlösen, 1938–1945 Parlösen) – wieś w Polsce położona w województwie warmińsko-mazurskim, w powiecie olsztyńskim, w gminie Biskupiec.
W latach 1975–1998 miejscowość administracyjnie należała do województwa olsztyńskiego.